# Roger McGuinn & Band
| Recensione              | Giudizio |
| ----------------------- | -------- |
| AllMusic                |          |
| Robert Christgau        | C        |
| Piero Scaruffi          |          |
| Dizionario del Pop-Rock |          |
| 24.000 dischi           |          |

Roger McGuinn & Band è il terzo album solista di Roger McGuinn, pubblicato nel 1975 su etichetta Columbia Records.

## Descrizione

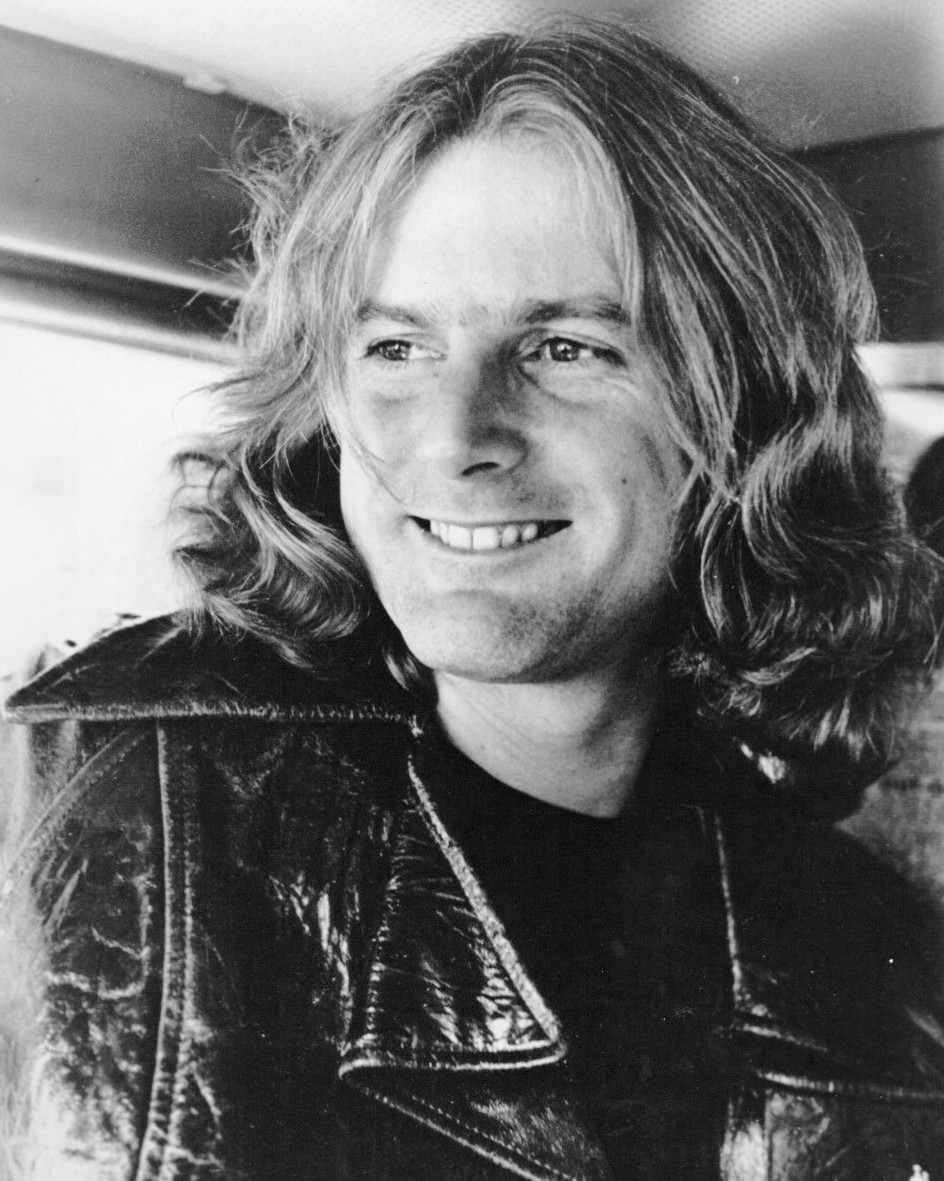
Roger McGuinn nel 1976

Registrato a Los Angeles, l'album fu il terzo tentativo da parte di McGuinn di ristabilire la sua reputazione come musicista significativo senza i Byrds. Tra i musicisti che lo accompagnarono nel disco ci sono Stephen A. Love (basso), Richard Bowden (seconda chitarra), David Lovelace (tastiere) e Greg Attaway (batteria).
Prodotto da John Boylan, Roger McGuinn & Band risultò essere differente rispetto ai precedenti album solisti di McGuinn in quanto egli permise ai musicisti che lo accompagnarono di contribuire alla scrittura dei brani. In aggiunta, mentre i precedenti album di McGuinn mostravano la sua continua collaborazione nella scrittura di canzoni con il paroliere Jacques Levy, due dei suoi quattro contributi (Lover of the Bayou e Born to Rock and Roll) erano registrazioni di brani dei Byrds già pubblicati in precedenza. Sfortunatamente, anche se la band ha portato un ritmo serrato ed energico alla musica dell'album, i loro contributi alla scrittura delle canzoni sono stati denigrati dalla critica dell'epoca. Riferendosi all'album molti anni dopo, McGuinn stesso ammise che "una band dovrebbe essere una dittatura benevola. La democrazia è una grande forma di governo, ma non funziona nel rock & roll." McGuinn aggiunse anche di non apprezzare particolarmente l'album, dichiarando: «Se potessi cancellarlo, lo farei».
Dopo la pubblicazione dell'album, McGuinn e la band trascorsero un anno in tour per promuovere il disco, aprendo concerti di The Eagles e The Doobie Brothers, prima che McGuinn decidesse alla fine di sciogliere il gruppo.
Roger McGuinn & Band è stato ristampato in formato CD varie volte; prima dalla Columbia Records nei primi anni novanta, con l'aggiunta di tracce bonus nel 2004 dalla Sundazed Records e insieme al quarto album di McGuinn, Cardiff Rose, nel 2007 dalla BGO Records.

## Tracce

### LP
(1975, Columbia Records, PC 33541)
Lato A (AL 33541)
1. Somebody Loves You – 3:14 (Stephen A. Love, Allen Kemp)
2. Knockin' on Heaven's Door – 3:19 (Bob Dylan)
3. Bull Dog – 2:00 (Richard Bowden)
4. Painted Lady – 3:06 (Greg Attaway, David Lovelace)
5. Lover of the Bayou – 3:26 (Jacques Levy, Roger McGuinn)

Durata totale: 15:05
Lato B (BL 33541)
1. Lisa – 1:56 (Roger McGuinn)
2. Circle Song – 3:04 (David Lovelace)
3. So Long – 3:12 (Richard Bowden)
4. Easy Does It – 2:40 (Roger McGuinn)
5. Born to Rock and Roll – 3:16 (Roger McGuinn)

Durata totale: 14:08

### CD
(2004, Sundazed Music, SC 6203)
1. Somebody Loves You – 3:16 (Stephen A. Love, Allen Kemp)
2. Knockin' on Heaven's Door – 3:19 (Bob Dylan)
3. Bull Dog – 1:58 (Richard Bowden)
4. Painted Lady – 3:07 (Greg Attaway, David Lovelace)
5. Lover of the Bayou – 3:23 (Jacques Levy, Roger McGuinn)
6. Lisa – 1:58 (Roger McGuinn)
7. Circle Song – 3:03 (David Lovelace)
8. So Long – 3:12 (Richard Bowden)
9. Easy Does It – 2:40 (Roger McGuinn)
10. Born to Rock and Roll – 3:16 (Roger McGuinn)
11. Wasn't Born to Follow (live) – 2:02 (testo: Gerry Goffin – musica: Carole King) – Traccia bonus - Registrato dal vivo il 31 luglio 1976 al La Paloma Theater, Encinitas, California
12. Chestnut Mare (live) – 5:50 (Roger McGuinn, Jacques Levy) – Traccia bonus - Registrato dal vivo il 31 luglio 1976 al La Paloma Theater, Encinitas, California

Durata totale: 37:04

## Formazione

### Gruppo
- Roger McGuinn – voce, chitarre
- Stephen A. Love – basso
- Richard Bowden – chitarra
- Greg Attaway – batteria
- David Lovelace – tastiere

### Produzione
- John Boylan – produzione
- Registrazioni effettuate al Record Plant di Los Angeles, California
- Paul Grupp – ingegnere delle registrazioni
- Mike Verdick e Linda Feldman – assistenti ingegnere delle registrazioni
- Ron Coro – design copertina album originale
- Norman Seeff – foto copertina album originale
- Emerson-Loew – foto (componenti della band) copertina album originale
- Mastering effettuato da Wally Traugott al Capitol Studios[11]

## Classifica
Album
| Anno | Classifica    | Posizione raggiunta |
| ---- | ------------- | ------------------- |
| 1975 | Billboard 200 | 165                 |